# 上与那原宽和
上与那原宽和（日语：／ Ueyonabaru Hirokazu，1971年3月22日—），日本男子田径运动员。他曾代表日本参加2008年、2012年、2016年和2020年夏季残疾人奥林匹克运动会田径比赛，获得一枚银牌和二枚铜牌。